# NGC 7559/1
NGC 7559/1 је елиптична галаксија у сазвежђу Пегаз која се налази на NGC листи објеката дубоког неба.
Деклинација објекта је + 13° 17' 25" а ректасцензија 23h 15m 46,5s. Привидна величина (магнитуда) објекта NGC 7559 износи 13,7 а фотографска магнитуда 14,7. NGC 75591 је још познат и под ознакама NGC 7559A, UGC 12463, MCG 2-59-14, CGCG 431-28, PGC 70864.